# Cumella (Cumella) medeeae
Cumella (Cumella) medeeae is een zeekommasoort uit de familie van de Nannastacidae. De wetenschappelijke naam van de soort is voor het eerst geldig gepubliceerd in 1994 door Petrescu, Iliffe& Sarbu.